# Kathrin Boron
Kathrin Boron (Eisenhüttenstadt, 4 novembre 1969) è un'ex canottiera tedesca, vincitrice di 4 medaglie d'oro e una di bronzo nel 2 e nel 4 di coppia alle Olimpiadi.

## Palmarès
- Olimpiadi

Barcellona 1992: oro nel 2 di coppia.
Atlanta 1996: oro nel 4 di coppia.
Sydney 2000: oro nel 2 di coppia.
Atene 2004: oro nel 4 di coppia.
Pechino 2008: bronzo nel 4 di coppia.
- Campionati del mondo di canottaggio

1990 - Tasmania: oro nel 2 di coppia.
1991 - Vienna: oro nel 2 di coppia.
1999 - St. Catharines: oro nel 2 di coppia.
2001 - Lucerna: oro nel 2 di coppia.
2005 - Kaizu: argento nel 4 di coppia.
2007 - Monaco di Baviera: argento nel 4 di coppia.
Nel 2009 riceve la Medaglia Thomas Keller.